# Michał Kusz
Michał Kusz (ur. 14 kwietnia 1973 w Gdyni) – polski muzyk sesyjny, gitarzysta.

## Kariera muzyczna
Karierę zaczął grając w studenckim zespole Słodki Całus Od Buby. W 1993 rozpoczął pracę z kabaretem Kabel. Razem z nim występował do 1995. W 1995 występował w grupie muzycznej Paru, z którą w 1997 nagrał płytę Trójwymiar. W tym samym czasie (od 1995 do 2004, znów od 2014) związał się z grupą Bielizna. Razem z formacją wydał album Utwory Wybrane w 1997.
Jako muzyk występował w Teatrze Muzycznym w Gdyni w musicalach: Hair (prapremiera w 1999), Jesus Christ Superstar (premiera w 2000), Sen nocy letniej (premiera w 2001).
W 2003 był gitarzystą w grupie Tomasza Łosowskiego, z którą nagrał płytę C.V. W 2004 jako gitarzysta wystąpił na płycie Leszka Możdżera Pub 700.
Jest członkiem zespołu Larry'ego Oke Ugwu Ikenga Drummers, Bielizna, Pusz i Maria Ka.

## Dyskografia
- 1997: Trójwymiar (wytwórnia Muza, z grupą Paru)
- 1997: Utwory Wybrane (wytwórnia Sonic, z grupą Bielizna)
- 2001: Sen Nocy Letniej (z muzyką Leszka Możdżera do spektaklu o tym samym tytule, wystawionego w Teatrze Muzycznym w Gdyni)[13]
- 2003: C.V (wytwórnia SL Music, z grupą Tomasza Łosowskiego)
- 2004: Pub 700 (na płycie Leszka Możdżera)
- 2014: Pąki białych róż (projekt Pusz, z m.in. Stanisławem Sojką, Antonim Gralakiem)[14]